# Rososz (gmina)
Rososz (nie mylić z gminą Rossosz!) – dawna gmina wiejska istniejąca w latach 1952–1954 w woj. warszawskim. Siedzibą gminy była Rososz.
Gmina została utworzona w dniu 1 lipca 1952 roku w woj. warszawskim, w powiecie grójeckim, z części gmin Czersk i Konary. W dniu powołania gmina składała się z 24 gromad.
Gmina została zniesiona 29 września 1954 roku wraz z reformą wprowadzającą gromady w miejsce gmin. Jednostki nie przywrócono 1 stycznia 1973 roku po reaktywowaniu gmin (obszar dawnej gminy wszedł w skład nowej gminy Chynów).